# Vasyl Lomatjenko
Vasyl Anatolijovytj Lomatjenko (ukrainska: Василь Анатолійович Ломаченко), född 17 februari 1988 i Bilhorod-Dnistrovskyj, Ukrainska SSR, Sovjetunionen, är en ukrainsk boxare som tog OS-guld i fjäderviktsboxning 2008 i Peking. Han vann även silver i amatörboxnings-VM 2007.

## Meriter

### Olympiska meriter

#### Olympiska sommarspelen 2008
- Huvudartikel: Boxning vid olympiska sommarspelen 2008

| Tävlande         | Viktklass  | Sextondelsfinal      | Åttondelsfinal         | Kvartsfinal          | Semifinal            | Final                  |
| Tävlande         | Viktklass  | Motståndare Resultat | Motståndare Resultat   | Motståndare Resultat | Motståndare Resultat | Motståndare Resultat   |
| ---------------- | ---------- | -------------------- | ---------------------- | -------------------- | -------------------- | ---------------------- |
| Vasyl Lomachenko | Fjädervikt | Selimov (RUS) W 14-7 | Sooltonov (UZB) W 13-1 | Li Yang (CHN) W 12-3 | Kılıç (TUR) W 10-1   | Djelkhir (FRA) · W RSC |

#### Olympiska sommarspelen 2012
- Huvudartikel: Boxning vid olympiska sommarspelen 2012

| Boxare           | Gren     | Sextondelsfinal      | Åttondelsfinal       | Kvartsfinal          | Semifinal            | Final                | Final     |
| Boxare           | Gren     | Motståndare Resultat | Motståndare Resultat | Motståndare Resultat | Motståndare Resultat | Motståndare Resultat | Placering |
| ---------------- | -------- | -------------------- | -------------------- | -------------------- | -------------------- | -------------------- | --------- |
| Vasyl Lomatjenko | Lättvikt | BYE                  | Arias (DOM) W 15–3   | Verdejo (PUR) W 14–9 | Toledo (CUB) W 14–11 | Han S-C (KOR) W 19–9 | 1         |